# Prästabosjön
Prästabosjön är en sjö i Vetlanda kommun i Småland och ingår i Emåns huvudavrinningsområde. Sjön är 10 meter djup, har en yta på 0,0611 kvadratkilometer och befinner sig 195 meter över havet.

## Delavrinningsområde
Prästabosjön ingår i det delavrinningsområde (636252-145272) som SMHI kallar för Utloppet av Grumlan. Medelhöjden är 206 meter över havet och ytan är 31,11 kvadratkilometer. Räknas de 42 delavrinningsområdena uppströms in blir den ackumulerade arean 652,78 kvadratkilometer. Emån som avvattnar avrinningsområdet har biflödesordning 2, vilket innebär att vattnet flödar genom totalt 2 vattendrag innan det når havet efter 161 kilometer. Delavrinningsområdet består mestadels av skog (56 procent) och jordbruk (19 procent). Avrinningsområdet har 4,12 kvadratkilometer vattenytor vilket ger det en sjöprocent på 13,2 procent. Bebyggelsen i området täcker en yta av 0,81 kvadratkilometer eller 3 procent av avrinningsområdet.